# ICC U19-Cricket-Weltmeisterschaft
Die ICC U19-Cricket-Weltmeisterschaft ist die Weltmeisterschaft im One-Day Cricket und wird nach einer erstmaligen Austragung 1988, seit 1998 im zweijährigen Rhythmus ausgetragen. Rekordsieger ist mit fünf Gewinnen das Indische Team. Organisiert wird das Turnier durch den International Cricket Council (ICC).

## Geschichte
Das Turnier wurde erstmals 1988 zu den Feierlichkeiten im Rahmen des 200-jährigen Jubiläums des Eintreffens der First Fleet in Australien ausgetragen. In diesem konnte sich Australien gegen die Mannschaft aus Pakistan im Finale durchsetzen. Anschließend entstand eine zehnjährige Pause, bevor die nächste Austragung in Südafrika stattfinden konnte. Seitdem wird das Turnier alle zwei Jahre ausgetragen. Nachdem sich 1998 im Finale England gegen Neuseeland durchgesetzt hatte, konnte sich Indien im Jahr 2000 gegen Gastgeber Sri Lanka durchsetzen. Auch wurde ab dem Turnier 1998 jeweils eine Trostrunde ausgetragen. 2002 konnten sich wiederum die Australier durchsetzen, bevor Pakistan 2004 und 2006 ein Zweifach-Triumph gelang. Im Jahr 2008 wurde mit Malaysia das Turnier erstmals in einer Nicht-Testnation ausgetragen. Dieses wurde von Indien im Finale gegen Südafrika gewonnen. 2010 sollte das Turnier zunächst in Kenia ausgetragen werden, wurde dann jedoch nach Neuseeland vergeben. Im Finale setzte sich dort Australien gegen Pakistan zu ihrem vierten Erfolg durch. In Australien wurde auch das Turnier 2012 ausgetragen, wobei Indien seinen dritten Titel gewann. Die Ausgabe 2014 fand dann mit den Vereinigten Arabischen Emirate wieder bei einem Associate Member statt und im Finale setzte sich erstmals Südafrika gegen Pakistan durch. Im Jahr 2016 wurde das Turnier nach Bangladesch vergeben, woraufhin Australien sich aus Sicherheitsgründen zurückzog. Im Finale konnten sich erstmals die West Indies den Titel sichern. In den Jahren 2018 und 2022 konnte dann Indien zwei Mal den Titel für sich entscheiden, während bei der Ausgabe 2020 Bangladesch erstmals sich den Titel sichern konnte. Das Turnier im Jahr 2024 sollte ursprünglich in Sri Lanka stattfinden, wurde jedoch nachdem Sri Lanka Cricket vom Weltverband suspendiert wurde nach Südafrika vergeben. Auch wurde der Wettbewerb mit der Super-Six-Runde in einem neuen Format ausgetragen. Im Finale setzte sich Australien gegen Indien durch.

## Turniere
| Jahr | Gastgeber                    | Gewinner    | Finalgegner | Trostrundensieger  | Ergebnis                                |
| ---- | ---------------------------- | ----------- | ----------- | ------------------ | --------------------------------------- |
| 1988 | Australien                   | Australien  | Pakistan    | Nicht ausgetragen  | Australien gewinnt mit 5 Wickets        |
| 1998 | Südafrika                    | England     | Neuseeland  | Bangladesch        | England gewinnt mit 7 Wickets           |
| 2000 | Sri Lanka                    | Indien      | Sri Lanka   | Südafrika          | Indien gewinnt mit 6 Wickets            |
| 2002 | Neuseeland                   | Australien  | Südafrika   | Simbabwe           | Australien gewinnt mit 7 Wickets        |
| 2004 | Bangladesch                  | Pakistan    | West Indies | Bangladesch        | Pakistan gewinnt mit 25 Runs            |
| 2006 | Sri Lanka                    | Pakistan    | Indien      | Nepal              | Pakistan gewinnt mit 38 Runs            |
| 2008 | Malaysia                     | Indien      | Südafrika   | West Indies        | Indien gewinnt mit 12 Runs (D/L)        |
| 2010 | Neuseeland                   | Australien  | Pakistan    | Bangladesch        | Australien gewinnt mit 25 Runs          |
| 2012 | Australien                   | Indien      | Australien  | Sri Lanka          | Indien gewinnt mit 6 Wickets            |
| 2014 | Vereinigte Arabische Emirate | Südafrika   | Pakistan    | Bangladesch        | Südafrika gewinnt mit 6 Wickets         |
| 2016 | Bangladesch                  | West Indies | Indien      | Afghanistan        | West Indies gewinnt mit 5 Wickets       |
| 2018 | Neuseeland                   | Indien      | Australien  | Sri Lanka          | Indien gewinnt mit 8 Wickets            |
| 2020 | Südafrika                    | Bangladesch | Indien      | England            | Bangladesch gewinnt mit 3 Wickets (D/L) |
| 2022 | West Indies                  | Indien      | England     | Ver. Arab. Emirate | Indien gewinnt mit 4 Wickets            |
| 2024 | Südafrika                    | Australien  | Indien      | Nicht ausgetragen  | Australien gewinnt mit 79 Runs          |
| 2026 | Namibia Simbabwe             |             |             |                    |                                         |

## Titelrangliste
| Rang | Weltmeister | Titel |
| ---- | ----------- | ----- |
| 1.   | Indien      | 5     |
| 2.   | Australien  | 4     |
| 3.   | Pakistan    | 2     |
| 4.   | Bangladesch | 1     |
| 4.   | England     | 1     |
| 4.   | Südafrika   | 1     |
| 4.   | West Indies | 1     |